# Dragon Ball Z: Ryū-Ken Bakuhatsu!! Gokū ga Yaraneba Dare ga Yaru
Dragon Ball Z: Hóa giải phong ấn (ドラゴンボールZ 龍拳爆発!!悟空がやらねば誰がやる Doragon Bōru Zetto Ryū-Ken Bakuhatsu!! Gokū ga Yaraneba Dare ga Yaru) là bộ phim hoạt hình thứ 13 trong loạt Dragon Ball Z. Được sản xuất vào ngày 15 tháng 7 năm 1995 tại Nhật Bản và vào ngày 12 tháng 9 năm 2006 tại Hoa Kỳ.

## Lồng tiếng
| Nhân vật     | Lồng tiếng (Tiếng Nhật)     | Lồng tiếng (Tiếng Anh)          |
| ------------ | --------------------------- | ------------------------------- |
| Goku         | Nozawa Masako               | Sean Schemmel                   |
| Gohan        | Nozawa Masako               | Kyle Hebert                     |
| Goten        | Nozawa Masako               | Kara Edwards                    |
| Vegeta       | Horikawa Ryo                | Christopher Sabat               |
| Trunks       | Kusao Takeshi               | Laura Bailey                    |
| Bulma        | Tsuru Hiromi                | Tiffany Vollmer                 |
| Videl        | Minaguchi Yuko              | Kara Edwards                    |
| Oolong       | Tatsuta Naoki               | Bradford Jackson                |
| Rồng thiêng  | Satõ Masaharu               | Christopher Sabat               |
| Quy lão Kamê | Satõ Masaharu               | Mike McFarland                  |
| Hoi          | Matsuda Shigeharu           | Troy Baker                      |
| Tapion       | Yuuki Hiro                  | Jason Liebrecht                 |
| Hirudegarn   | Nozawa Masako Horikawa Ryo  | Sean Schemmel Christopher Sabat |
| Gotenks      | Nozawa Masako Kusao Takeshi | Kara Edwards Laura Bailey       |
| Narrator     | Yanami Joji                 | Kyle Hebert                     |

## Âm nhạc
ED
- 俺がやらなきゃ誰がやる (Ore ga Yaranakya Dare ga Yaru If I Don’t Do It, Who Will?)
  - Lời: Mori Yukinojō, Thể hiện: Kageyama Hironobu
    - Lời bài hát